# Sobralia roseoalba
Sobralia roseoalba är en orkidéart som beskrevs av Heinrich Gustav Reichenbach. Sobralia roseoalba ingår i släktet Sobralia och familjen orkidéer. Inga underarter finns listade i Catalogue of Life.